# Rustia alba
Rustia alba är en måreväxtart som beskrevs av Piero G. Delprete. Rustia alba ingår i släktet Rustia och familjen måreväxter. IUCN kategoriserar arten globalt som sårbar. Inga underarter finns listade i Catalogue of Life.